# Geert van Ooijen
Geert van Ooijen (Druten, 2 maart 1966) is een Nederlands grafisch ontwerper.

## Levensloop

### Jeugd en opleiding
Van Ooijen werd geboren in Druten en bezocht daar het Pax Christi College. Hierna studeerde hij nog aan de Universiteit van Utrecht en aansluitend aan de Hogeschool voor de Kunsten in Arnhem. Tot zijn laatste studiejaar liep hij stage bij NOB Design. Na zijn studie blijft hij werken bij het NOB.

### Loopbaan
Van Ooijen ontwierp in 1988 het logo van NOS Laat en vervolgens voor NOVA. Hierna maakte hij de nieuwe leaders voor het NOS Journaal, Studio Sport en Het Jeugdjournaal. Dit laatste deed hij samen met Lydia Pees en Ronald Vierbergen. In 1990 kreeg hij een prijs van de Broadcast Designers Association. In 1995 ging hij werken voor Veronica waarvoor hij in 1996 de slogan "The Young One" introduceerde. Een van zijn bekendste ontwerpen is het logo van de tv-serie Big Brother dat hij 1999 creëerde.
Begin jaren 2000 ging hij werken voor de nieuwe televisiezender Yorin. Toen deze zender in 2005 werd opgedoekt ontwierp hij de nieuwe logo's van de televisiezenders RTL 4, RTL 5, SBS6 en RTL 7 en Net5. In 2008 vernieuwde hij samen met Vincent van der Geest de huisstijl van RTL 4. Hij maakte in 2014 de nieuwe huisstijlen voor NPO 1, NPO 2 en NPO 3. Sinds 2009 heeft hij zijn eigen ontwerpbureau "OOQ" in de voormalige Tesselschadekerk in Hilversum.